# Manuscrito bíblico
Manuscrito bíblico é o termo utilizado para referir-se a qualquer cópia feita a mão de um texto bíblico. A palavra Bíblia vem do grego biblion (livro). Já a palavra manuscrito vem do latim manu (mão) e scriptum (escrito). Manuscritos bíblicos variam grandemente em tamanho, indo desde pequeníssimos rolos de pergaminho contendo versos da escrituras judaicas (ver: Tefilin) até grandes códices poliglotas contendo tanto o Antigo Testamento (ou Tanakh) quanto o Novo Testamento, assim como textos não canônicos.
O estudo de manuscritos bíblicos é de grande importância, pois cópias manuscritas de textos costumam apresentar erros e variações. A ciência da crítica textual (ver: Crítica da Bíblia) procura reconstruir o conteúdo dos textos a partir destes manuscritos, produzidos em geral antes da invenção da imprensa.

## Manuscritos do Antigo Testamento (Tanakh)
O Codex Aleppo (c. 920) e o Códice de Leningrado (c. 1008) eram as mais antigas cópias manuscritas completas do Antigo Testamento, no entanto, a descoberta de 500 manuscritos bíblicos que formam os Pergaminhos do Mar Morto em 1947 no sítio arqueológico localizado de Qumran (Cisjordânia) levou a história dos manuscritos judaicos a um milênio antes (geralmente datados entre 150 A.C. e 70 D.C., alguns são datados do século II a.C.). Cerca de 220 desses manuscritos são referentes ao Antigo Testamento (Tanakh), com exemplos de cada livro canônico da Bíblia Hebraica com exceção do livro de Ester, embora a maior parte seja fragmentária. Notavelmente foram encontradas em Qumran dois rolos de pergaminho contendo o livro de Isaías, um completo (1QIsa) e outro contendo 75% deste(1QIsb). O Manuscrito de Isaías (1QIsb) representa o tipo de texto proto-massorético; no entanto, há 248 divergências com o Texto Massorético, indicando que a redação bíblica era fluída antes das padronizações.
A precisão das padronizações do texto hebraico foi fruto de técnicas desenvolvidas pelos antigos escribas judeus na Idade Média. O resultado destas técnicas é que erros significativos surgem apenas na taxa de uma consoante em cada 1500, em média.

### Manuscritos Existentes da Tanakh

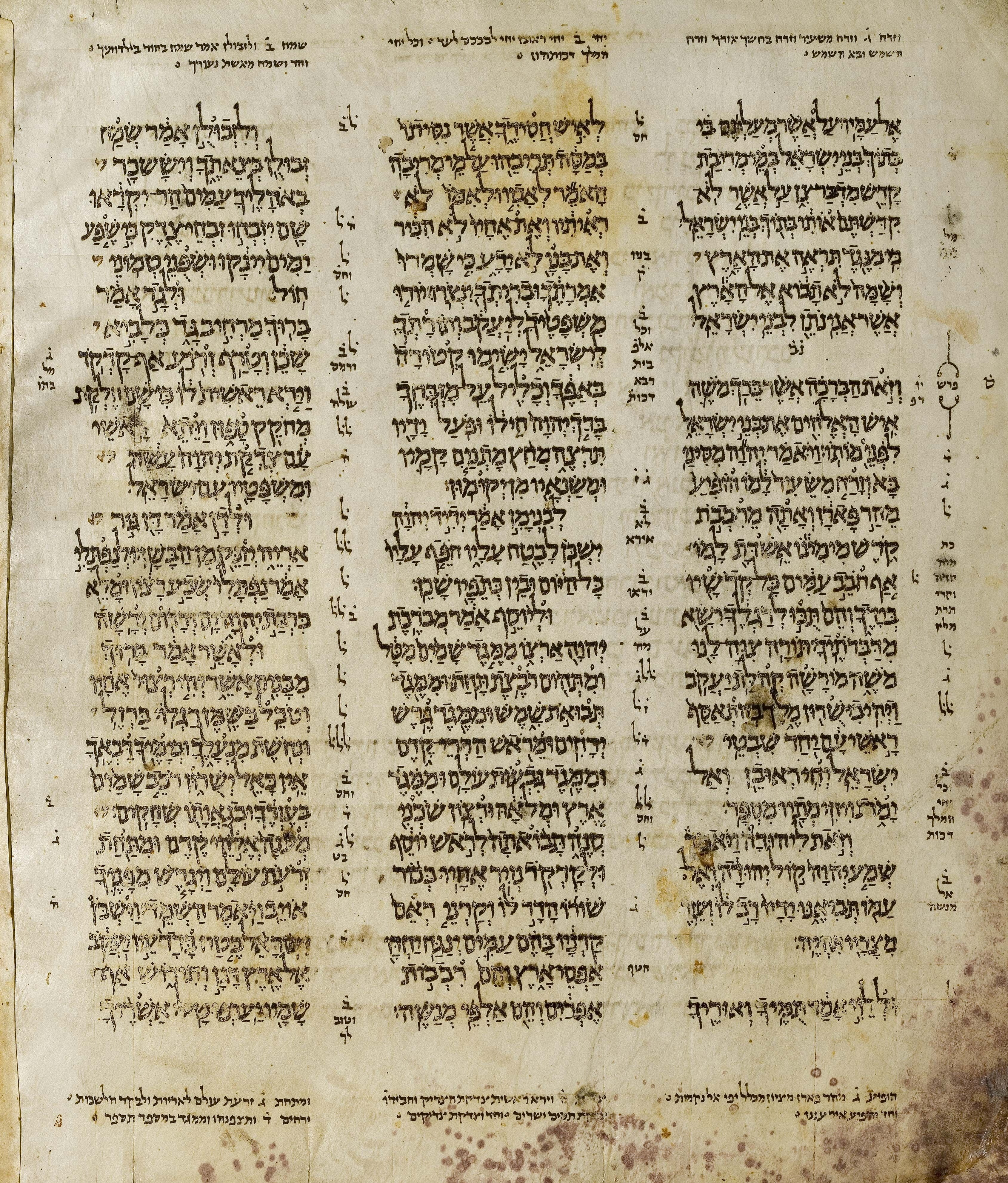
Uma página de Deuteronômio do Codex Aleppo.

|                          |                                                                     |                                          | |
| Manuscrito               | Exemplos e Locais                                                   | Língua                                   | Cópia mais antiga                                                                                              |
| Pergaminhos do Mar Morto | Tanakh de Qumran                                                    | Hebraico, Aramaico e Grego (Septuaginta) | c. 150 a.C - 70 d.C (fragmentos)                                                                               |
| Septuaginta              | Codex Vaticanus, Sinaiticus, Alexandrinus, e outros antigos papiros | Grego                                    | sec. 2 a.C (fragmentos); sec. 4 d.C (completo)                                                                 |
| Peshitta                 |                                                                     | Siríaco                                  | sec. 5 d.C |
| Vulgata                  | Codex Amiatinus                                                     | Latim                                    | sec. 5 d.C; sec. 8 d.C (completo)                                                                              |
| Massorético              | Codex Aleppo, Códice de Leningrado e outros MSS incompletos         | Hebraico                                 | sec. 10 d.C (completo)                                                                                         |
| Pentateuco samaritano    |                                                                     | Alfabeto samaritano                      | Manuscrito mais antigo existente, c. sec. 11 d.C; Mais antigo manuscrito acessível aos estudiosos, sec. 16 d.C |
| Targum                   |                                                                     | Aramaico                                 | sec. 5 d.C |

## Manuscritos do Novo Testamento

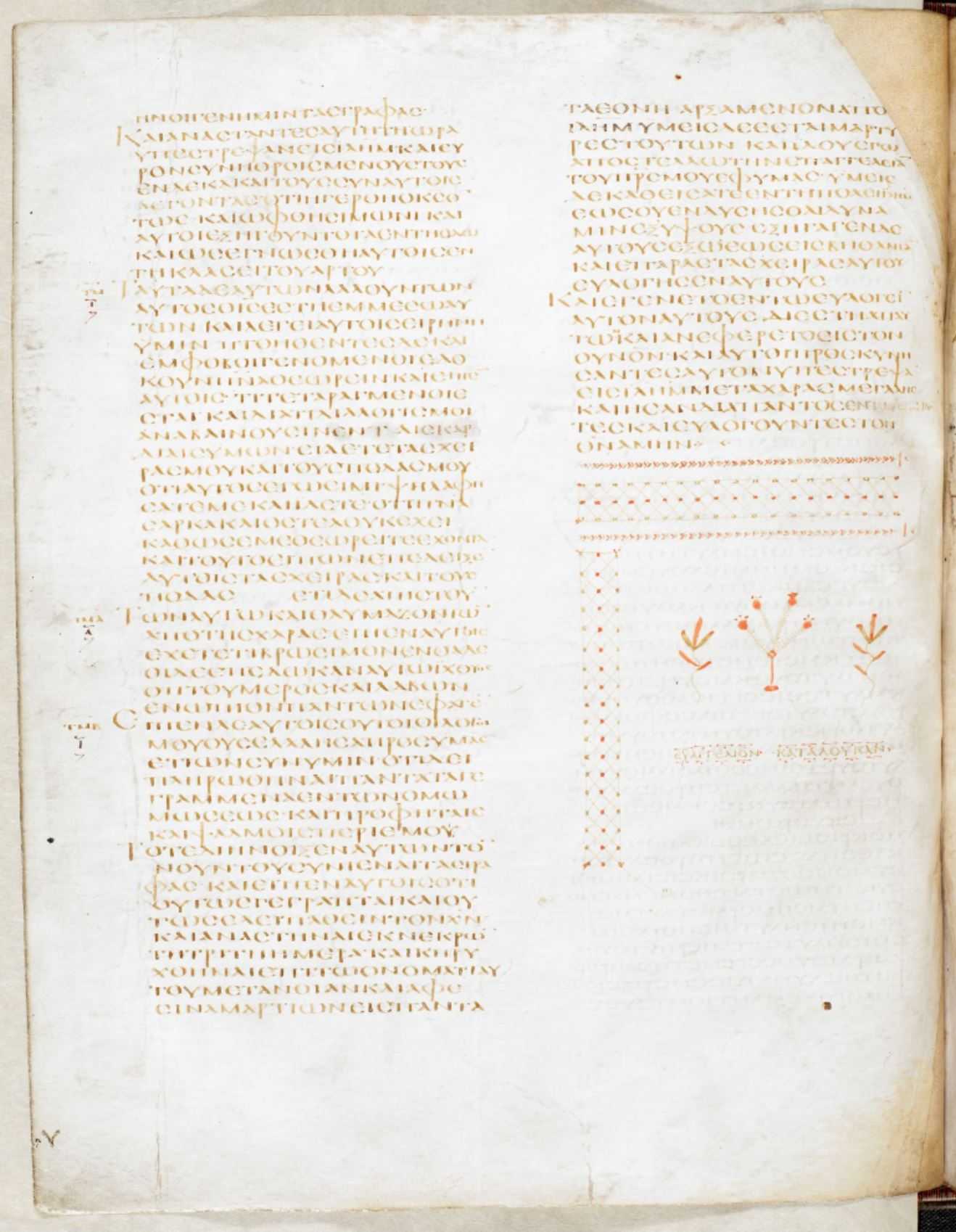
Folha 65v do Codex Alexandrinus contém o Evangelho de Lucas com decoração tailpiece.

O Novo Testamento foi melhor preservado em manuscritos do que qualquer outro livro antigo, possuindo mais de 5400 manuscritos gregos completos ou fragmentos de manuscritos, 10 000 manuscritos em latim e 9300 manuscritos em diversos outros idiomas antigos incluindo siríaco, eslavo, gótico, copta e armênio.  Esses manuscritos  em sua maioria são cópias de cópias de outras cópias, podendo fortemente conter erros de escrita se pudessem ser comparados aos escritos originais; para comparação, há somente sete cópias manuscritas dos escritos de Platão, escritas aproximadamente 1 200 anos após os originais.

### Listas de manuscritos conhecidos
Distribuição dos manuscritos por século
|         | Manuscritos do Novo Testamento | Manuscritos do Novo Testamento | Manuscritos do Novo Testamento | Lecionários | Lecionários |
| Século  | Papiro                         | Unciais                        | Minusculos                     | Unciais     | Minusculos  |
| 2       | 2                              | -                              | -                              | -           | -           |
| c. 200  | 4                              | -                              | -                              | -           | -           |
| 2 / 3   | 1                              | 1                              | -                              | -           | -           |
| 3       | 28                             | 2                              | -                              | -           | -           |
| 3 / 4   | 8                              | 2                              | -                              | -           | -           |
| 4       | 14                             | 14                             | -                              | 1           | -           |
| 4 / 5   | 8                              | 8                              | -                              | -           | -           |
| 5       | 2                              | 36                             | -                              | 1           | -           |
| 5 / 6   | 4                              | 10                             | -                              | -           | -           |
| 6       | 7                              | 51                             | -                              | 3           | -           |
| 6 / 7   | 5                              | 5                              | -                              | 1           | -           |
| 7       | 8                              | 28                             | -                              | 4           | -           |
| 7 / 8   | 3                              | 4                              | -                              | -           | -           |
| 8       | 2                              | 29                             | -                              | 22          | -           |
| 8 / 9   | -                              | 4                              | -                              | 5           | -           |
| 9       | -                              | 53                             | 13                             | 113         | 5           |
| 9 / 10  | -                              | 1                              | 4                              | -           | 1           |
| 10      | -                              | 17                             | 124                            | 108         | 38          |
| 10 / 11 | -                              | 3                              | 8                              | 3           | 4           |
| 11      | -                              | 1                              | 429                            | 15          | 227         |
| 11 / 12 | -                              | -                              | 33                             | -           | 13          |
| 12      | -                              | -                              | 555                            | 6           | 486         |
| 12 / 13 | -                              | -                              | 26                             | -           | 17          |
| 13      | -                              | -                              | 547                            | 4           | 394         |
| 13 / 14 | -                              | -                              | 28                             | -           | 17          |
| 14      | -                              | -                              | 511                            | -           | 308         |
| 14 / 15 | -                              | -                              | 8                              | -           | 2           |
| 15      | -                              | -                              | 241                            | -           | 171         |
| 15 / 16 | -                              | -                              | 4                              | -           | 2           |
| 16      | -                              | -                              | 136                            | -           | 194         |

### Manuscritos mais antigos
Manuscritos mais antigos dos livros do Novo Testamento:
| Livro                                 | Manuscrito mais antigo | Data       | Condição           | Ref   |
| Evangelho de Mateus                   | P64, P67, P104         | c. 200     | Fragmentos         |       |
| Evangelho de Marcos                   | P45                    | c. 250     | Fragmentos Grandes | [ 2 ] |
| Evangelho de Lucas                    | P4, P75                | c. 200     | Fragmento          |       |
| Evangelho de João                     | P52                    | c. 125-160 | Fragmento          | [ 2 ] |
| Atos dos Apóstolos                    | P38                    | 3°/4° sec. | Fragmento          |       |
| Epístola aos Romanos                  | P46                    | c. 175-225 | Fragmentos         |       |
| Primeira Epístola aos Coríntios       | P46                    | c. 175-225 | Fragmentos         |       |
| Segunda Epístola aos Coríntios        | P46                    | c. 175-225 | Fragmentos         |       |
| Gálatas                               | P46                    | c. 175-225 | Fragmentos         |       |
| Efésios                               | P46                    | c. 175-225 | Fragmentos         |       |
| Filipenses                            | P46                    | c. 175-225 | Fragmentos         |       |
| Colossenses                           | P46                    | c. 175-225 | Fragmentos         |       |
| Primeira Epístola aos Tessalonicenses | P46                    | c. 175-225 | Fragmentos         |       |
| Segunda Epístola aos Tessalonicenses  | P92                    | 3°/4° sec. | Fragmento          |       |
| Primeira Epístola a Timóteo           | א                      | c. 350     | Completo           |       |
| Segunda Epístola a Timóteo            | א                      | c. 350     | Completo           |       |
| Epístola a Tito                       | P32                    | c. 200     | Fragmento          |       |
| Epístola a Filémon                    | P87                    | 3º sec.    | Fragmento          |       |
| Epístola aos Hebreus                  | P46                    | c. 175-225 | Fragmentos         |       |
| Epístola de Tiago                     | P23, P20               | 3º sec.    | Fragmento          |       |
| Primeira Epístola de Pedro            | P72                    | 3º/4º sec. | Fragmentos         |       |
| Segunda Epístola de Pedro             | P72                    | 3º/4º sec. | Fragmentos         |       |
| Primeira Epístola de João             | P9                     | 3º sec.    | Fragmento          |       |
| Segunda Epístola de João              | 0232                   | 3º/4º sec. | Fragmento          |       |
| Terceira Epístola de João             | א                      | c. 350     | Completo           |       |
| Epístola de Judas                     | P72                    | 3º/4º sec. | Fragmentos         |       |
| Apocalipse                            | P98, P115              | c. 275     | Fragmento          |       |

## Galeria

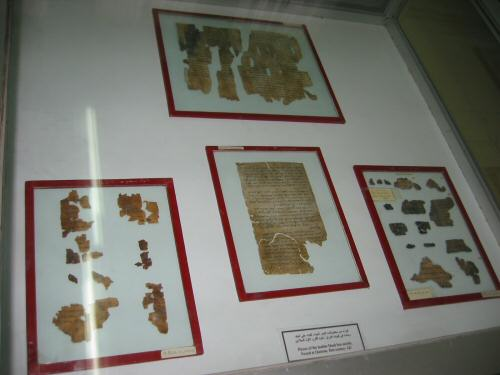
Pergaminhos do Mar Morto na exibição do Archeological Museum, Amman
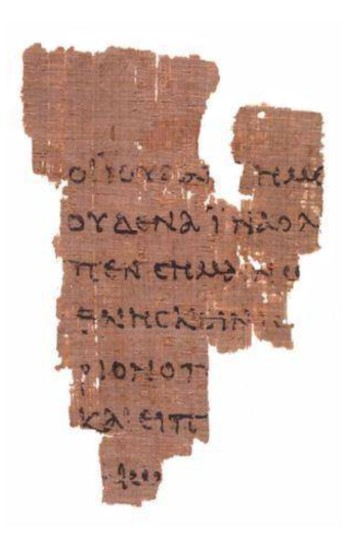
{\displaystyle {\mathfrak {P}}}52 é o manuscrito mais antigo conhecido do Novo Testamento.
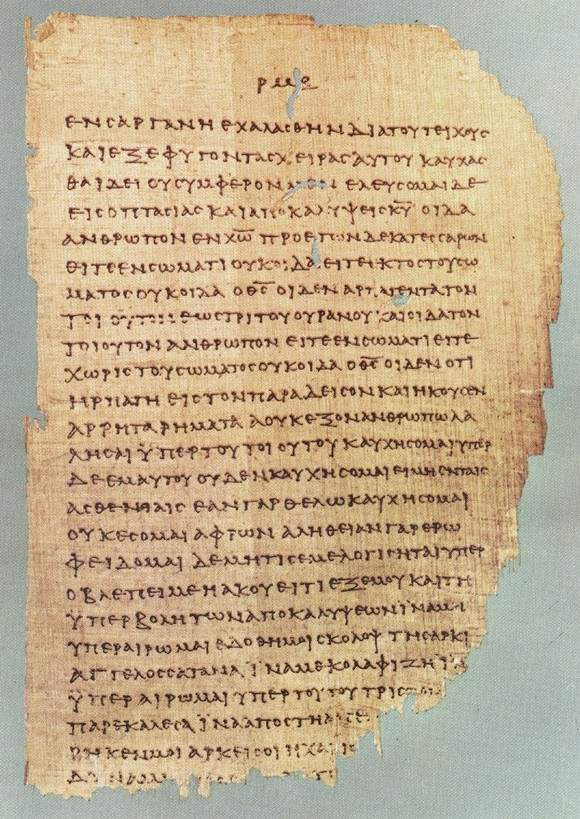
{\displaystyle {\mathfrak {P}}}46 é o manuscrito mais antigo completo das Epístolas escritas por Paulo no Novo Testamento.
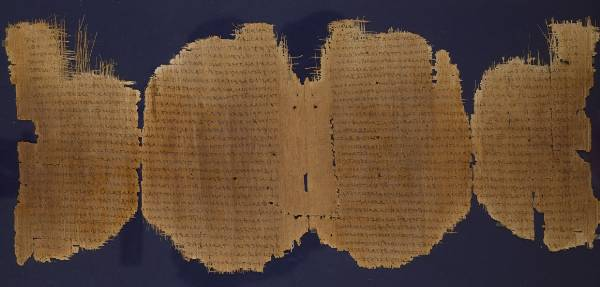
{\displaystyle {\mathfrak {P}}}45 é um manuscrito dos Evangelhos e Atos. Ele contém o texto mais antigo conhecido do Marcos. Estudiosos têm dificuldades em lê-lo devido ao seu estado de conservação.
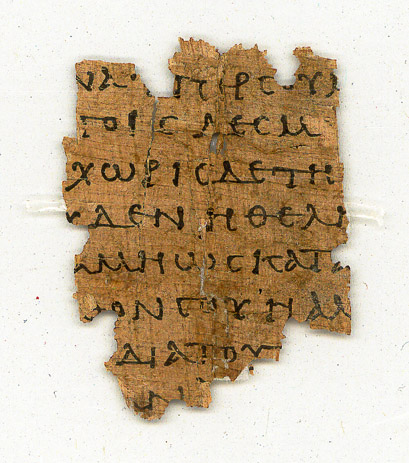
{\displaystyle {\mathfrak {P}}}87 é o manuscrito mais antigo conhecido da Epístola a Filémon.
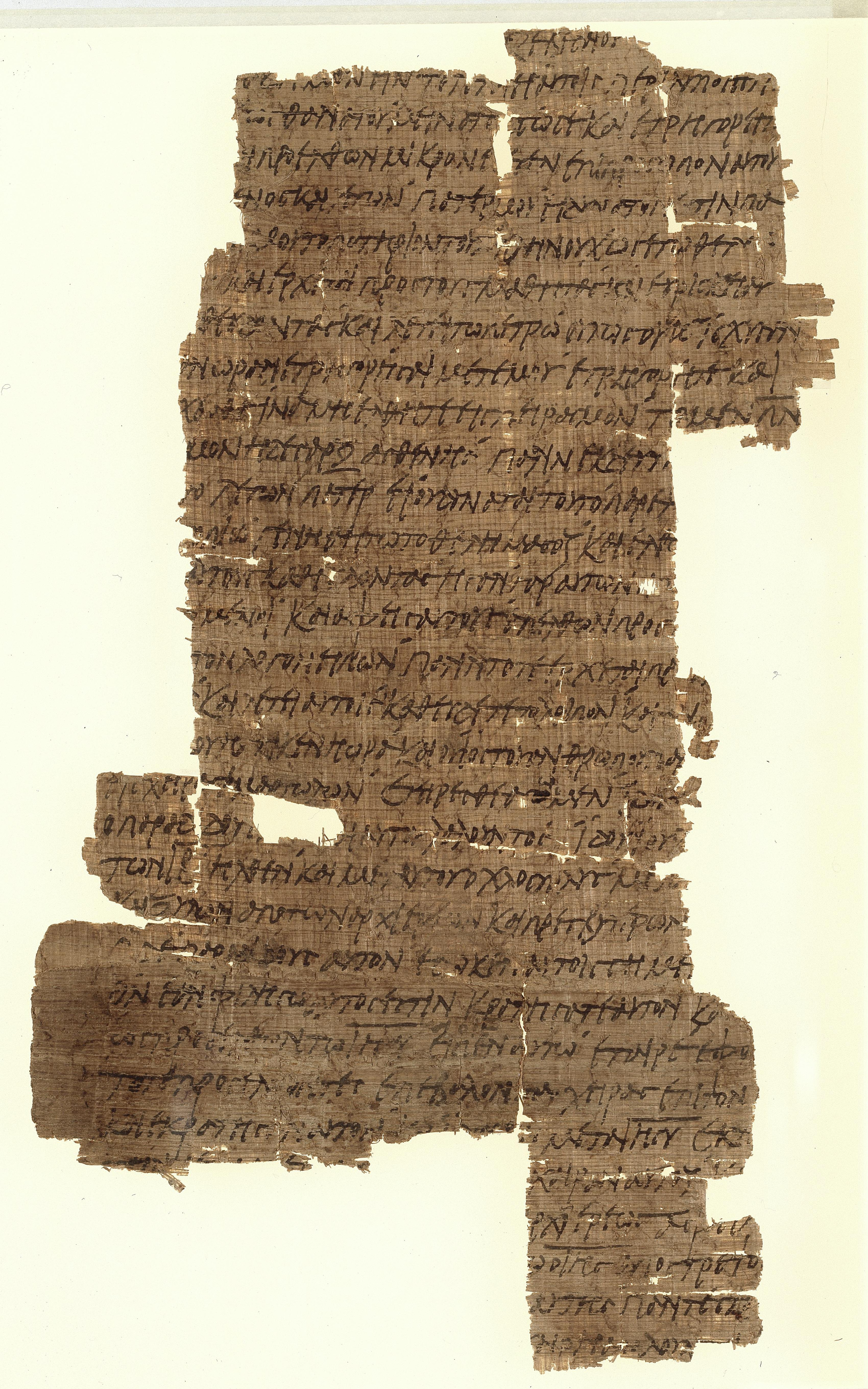
{\displaystyle {\mathfrak {P}}}37
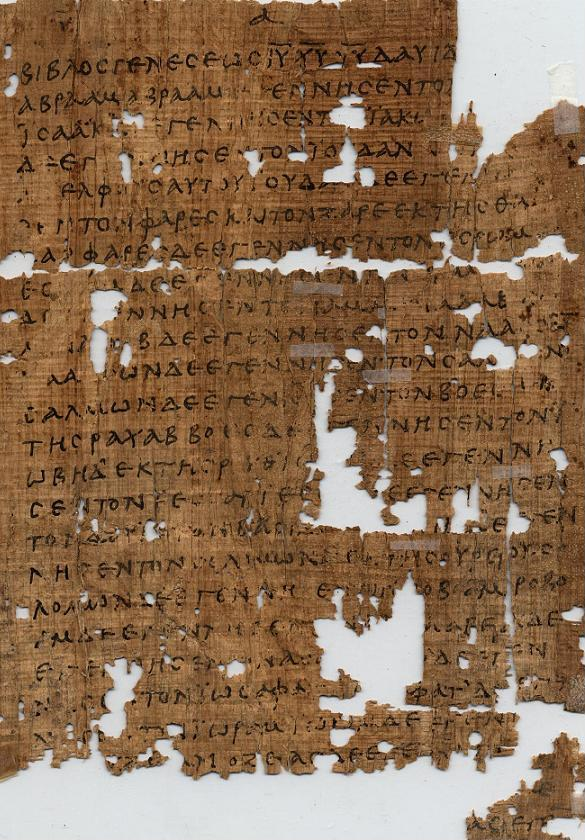
{\displaystyle {\mathfrak {P}}}1
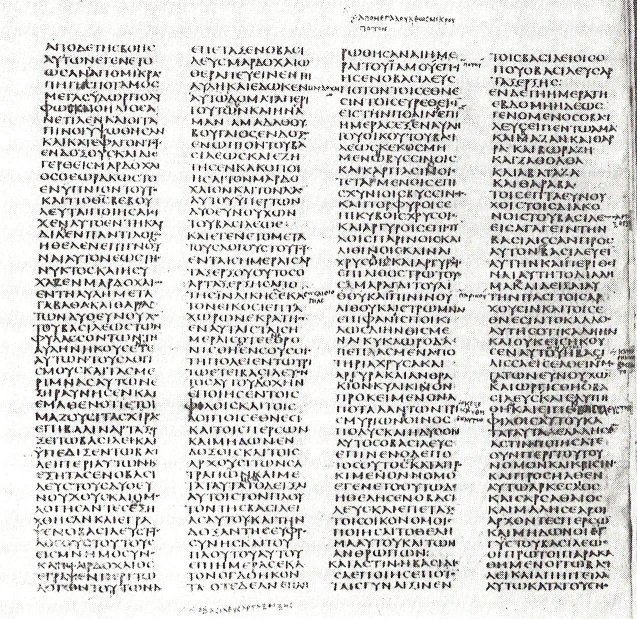
Codex Sinaiticus(c. 350) contém a copia mais antiga completa do Novo Testamento, assim como o Antigo Testamento em grego, conhecido como Septuaginta
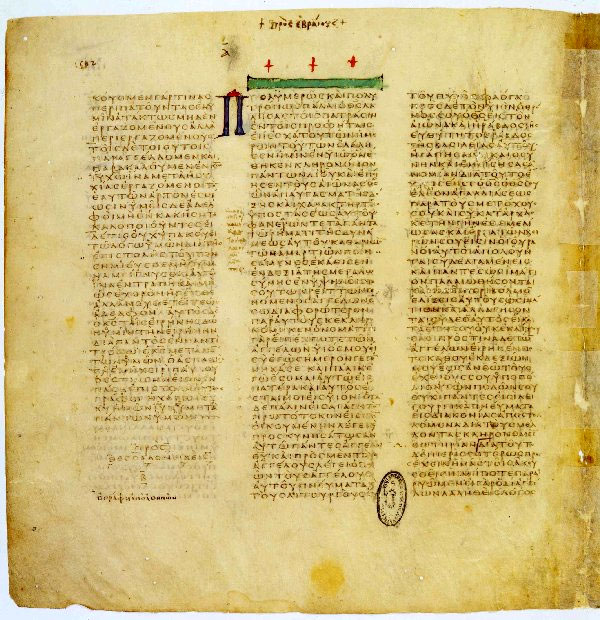
Codex Vaticanus
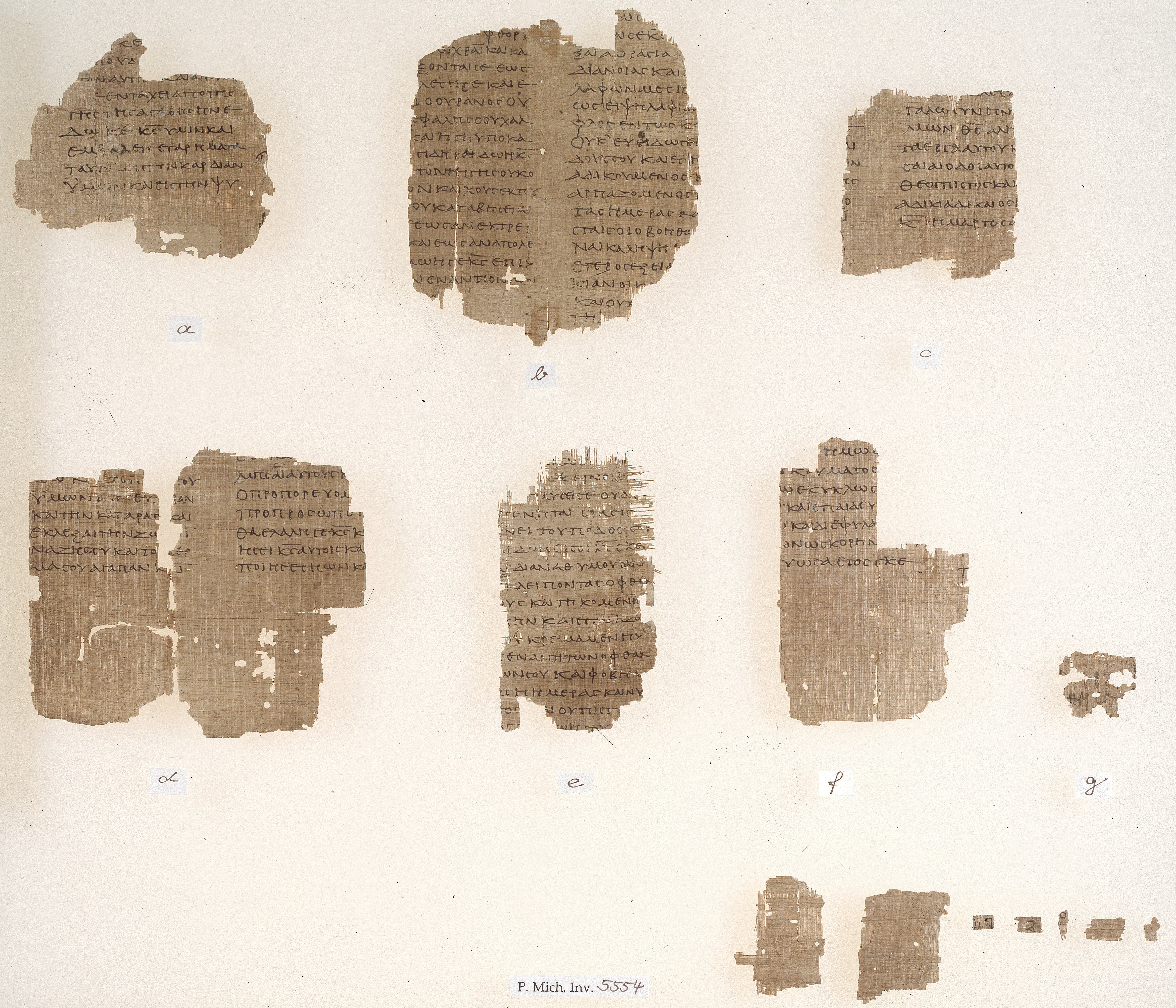
P. Chester Beatty VI exposição de porções de Deuteronômio
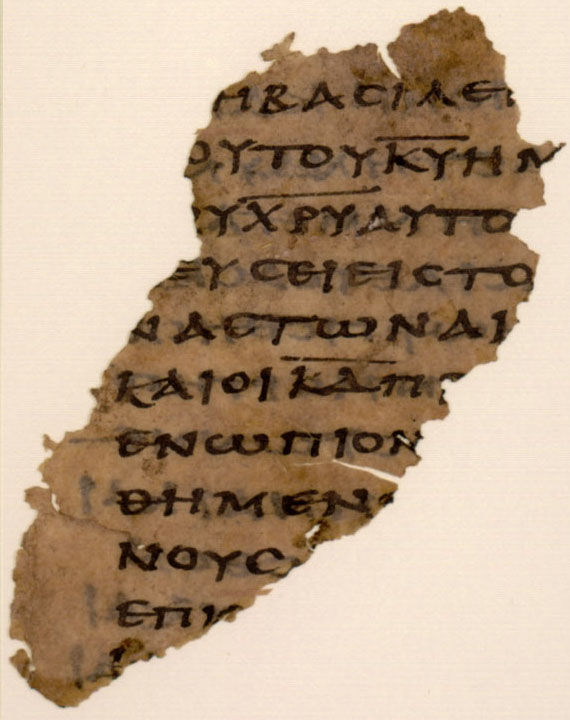
Uncial 0308
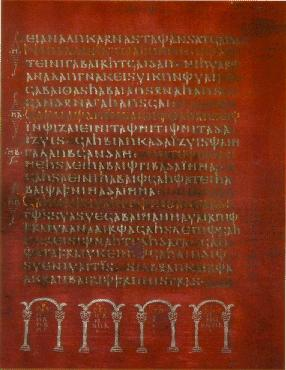
A primeira página do Codex Argenteus em língua gótica
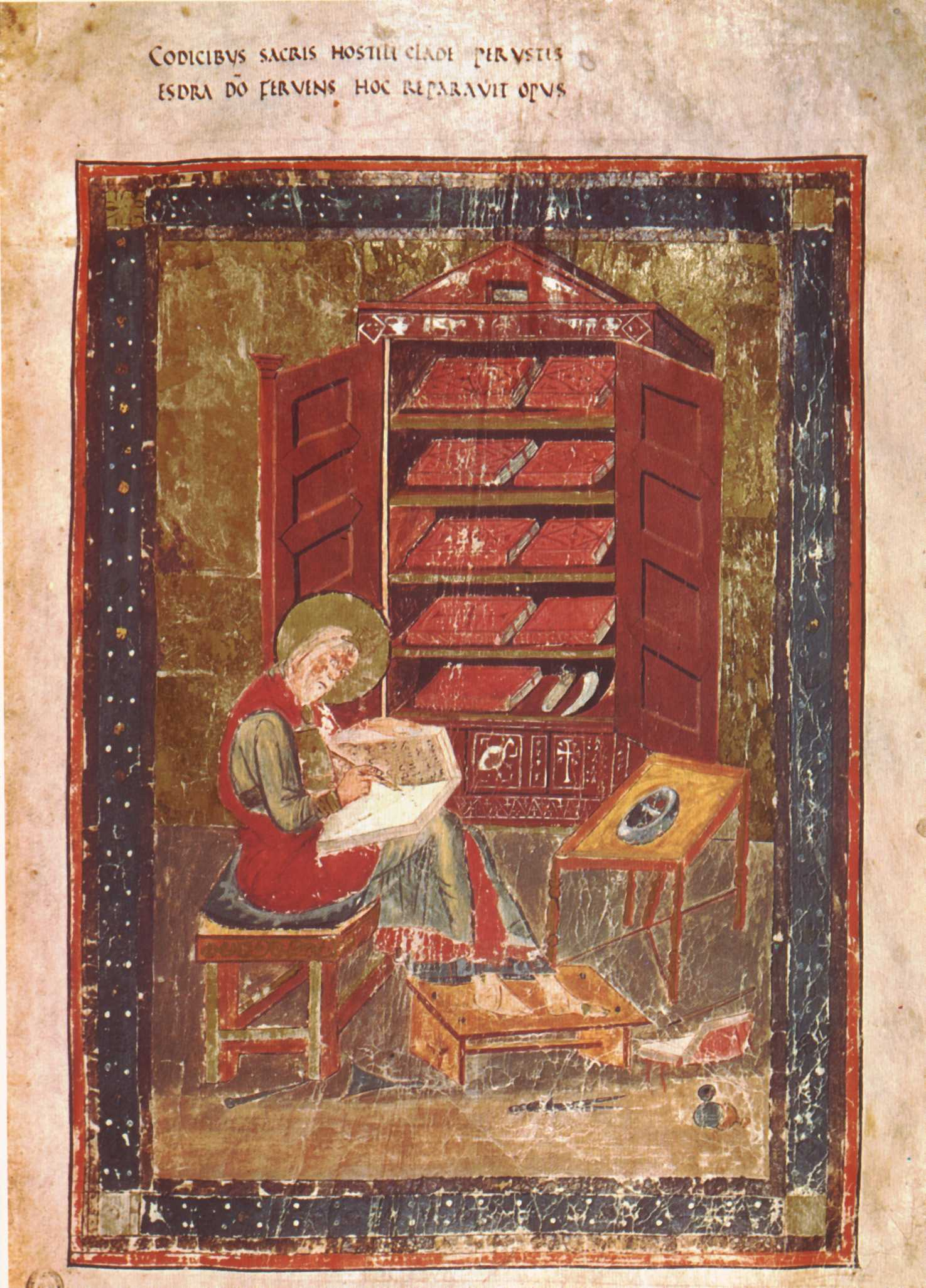
folha 5r do Codex Amiatinus, manuscrito da Vulgata